# Mistrovství světa ve veslování 1982
Mistrovství světa ve veslování 1982 se konalo na jezeře Rotsee ve švýcarském Luzernu. Finálové jízdy se jely ve dnech 28. a 29. srpna 1982.
Každoroční veslařská regata trvající jeden týden je organizována Mezinárodní veslařskou federací (International Rowing Federation; FISA) obvykle na konci léta severní polokoule. V neolympijských letech představuje mistrovství světa vyvrcholení mezinárodního veslařského kalendáře a v roce, jenž předchází olympijským hrám, představuje jejich hlavní kvalifikační událost. V olympijských letech pak program mistrovství zahrnuje pouze neolympijské disciplíny.
Muži závodili na trati o délce 2000 m, ženy na trati o délce 1000 m.

## Medailové pořadí
| Pořadí | Země                             | Zlato | Stříbro | Bronz | Celkem |
| ------ | -------------------------------- | ----- | ------- | ----- | ------ |
| 1      | Sovětský svaz                    | 5     | 2       | 2     | 9      |
| 2      | Východní Německo                 | 4     | 6       | 1     | 11     |
| 3      | Itálie                           | 4     | 0       | 1     | 5      |
| 4      | Norsko                           | 2     | 0       | 0     | 2      |
| 5      | Nový Zéland                      | 1     | 0       | 1     | 2      |
| 5      | Švýcarsko                        | 1     | 0       | 1     | 2      |
| 7      | Rakousko                         | 1     | 0       | 0     | 1      |
| 8      | USA                              | 0     | 4       | 2     | 6      |
| 9      | Rumunská socialistická republika | 0     | 1       | 3     | 4      |
| 10     | Československo                   | 0     | 1       | 2     | 3      |
| 11     | Dánsko                           | 0     | 1       | 1     | 2      |
| 11     | Španělsko                        | 0     | 1       | 1     | 2      |
| 13     | Západní Německo                  | 0     | 1       | 0     | 1      |
| 13     | Polsko                           | 0     | 1       | 0     | 1      |
| 15     | Kanada                           | 0     | 0       | 2     | 2      |
| 16     | Nizozemsko                       | 0     | 0       | 1     | 1      |
| Celkem | Celkem                           | 18    | 18      | 18    | 54     |

## Přehled medailí

### Mužské disciplíny
| Disciplína                      | Zlato | Čas     | Stříbro | Čas     | Bronz | Čas     |
| Skif M1x                        | Východní Německo Rüdiger Reiche | 7:00,67 | Sovětský svaz Vaasilij Jakuša | 7:01,15 | USA John Biglow | 7:02,08 |
| Dvojskif M2x                    | Norsko Rolf Thorsen Alf John Hansen | 6:23,66 | Východní Německo Klaus Kröppelien Joachim Dreifke | 6:25,36 | Československo Zdeněk Pecka Václav Vochoska | 6:28,08 |
| Párová čtyřka M4x               | Východní Německo Karl-Heinz Bußert Uwe Mund Uwe Heppner Martin Winter                                                                                                 | 5:55,50 | Západní Německo Albert Hedderich Raimund Hörmann Dieter Wiedenmann Michael Dürsch                                                                             | 5:59,10 | Sovětský svaz Viktor Rudakovič Vladimir Koldyškin Alexandr Zdravomyslov Valerij Klešňov | 6:00,90 |
| Dvojka bez kormidelníka M2-     | Norsko Hans-Gunnar Grepperud Magnus Sverre Løken | 6:41,98 | Východní Německo Carl Ertel Ulf Sauerbrey | 6:44,88 | Nizozemsko Sjoerd Hoekstra Joost Adema | 6:45,72 |
| Dvojka s kormidelníkem M2+      | Itálie Carmine Abbagnale Giuseppe Abbagnale Giuseppe Di Capua (k) | 6:59,63 | Východní Německo Jürgen Seyfarth Karsten Schmeling Hendrik Reiher (k)                                                                                         | 7:01,55 | Československo Milan Doleček Milan Škopek Oldřich Hejdušek (k) | 7:02,07 |
| Čtyřka bez kormidelníka M4-     | Švýcarsko Bruno Saile Jürg Weitnauer Hans-Konrad Trümpler Stefan Netzle                                                                                               | 6:10,41 | Sovětský svaz Vitalij Jelisejev Alexandr Kulagin Valerij Dolinin Alexej Kamkin                                                                                | 6:11,82 | Rumunská socialistická republika Petru Iosub Valer Toma Daniel Voiculescu Constantin Airoaie | 6:12,32 |
| Čtyřka s kormidelníkem M4+      | Východní Německo Thomas Greiner Hans Sennewald Ulrich Kons Ullrich Dießner Andreas Gregor (k)                                                                         | 6:19,04 | Československo Vojtěch Caska Josef Neštický Jan Kabrhel Karel Neffe Jiří Pták (k)                                                                             | 6:21,69 | USA Andrew Sudduth Charles Altekruse John Everett Fred Borchelt Robert Jaugstetter (k) | 6:25,33 |
| Osma M8+                        | Nový Zéland Leslie O’Connell Mike Stanley Andrew Stevenson George Keys Roger White-Parsons Christopher White Anthony Brook David Rodger Andrew Hay (k)                | 5:36,99 | Východní Německo Jens Doberschütz Hans-Peter Koppe Gert Uebeler Jörg Friedrich Ralf Brudel Harald Jährling Bernd Niesecke Bernd Höing Klaus-Dieter Ludwig (k) | 5:39,17 | Sovětský svaz Žoržs Tikmers Dimants Krišjānis Dzintars Krišjānis Viktor Omeljanovič Viktor Diduk Vladimir Krylov Zigmantas Gudauskas Nikolaj Solomachin Juris Bērziņš (k)                                                       | 5:39,52 |
| Skif LV LM1x                    | Rakousko Raimund Haberl | 7:12,57 | USA Scott Roop | 7:14,26 | Itálie Luca Migliaccio | 7:14,58 |
| Dvojskif LV LM2x                | Itálie Francesco Esposito Ruggero Verroca | 6:34,85 | USA Paul Fuchs William Belden | 6:37,28 | Švýcarsko Kurt Steiner Pius Z’Rotz | 6:38,87 |
| Čtyřka bez kormidelníka LV LM4- | Itálie Marco Romano Daniele Boschin Paolo Martinelli Pasquale Aiese                                                                                                   | 6:17,79 | Španělsko Guillermo Müller Gascón José María de Marco Pérez Enrique Briones Pérez Luis María Moreno Perpiñá                                                   | 6:19,68 | Dánsko Mikael Espersen Flemming Jensen Lars Porneki Kim Hagsted | 6:20,33 |
| Osma LV LM8+                    | Itálie Vittorio Valentinis Mauro Torta Franco Pantano Valentino Tontodonati Renzo Borsini Lanfranco Borsini Claudio Castiglioni Leonardo Salani Giuseppe Di Capua (k) | 5:49,45 | Dánsko Michael Djervig Jørn Jørgensen Ivar Molgaard Arne Højlund Søren Hansson Søren Christensen Jan Christensen Bent Fransson Jan Rasmussen (k)              | 5:50,47 | Španělsko Fernando Climent Huerta Angel Sáez Bernardos Francisco Goicoechea García Antonio Elizalde Aldabaldetrecu Alberto Molina Castillo Ángel Viana Bravo Javier Puertas Cabezudo Dionisio Redondo González José Delgado (k) | 5:51,90 |

### Ženské disciplíny
| Disciplína                        | Zlato | Čas     | Stříbro | Čas     | Bronz | Čas     |
| Skif W1x                          | Sovětský svaz Irina Fetisovová | 3:42,83 | Rumunská socialistická republika Valeria Răcilăová | 3:42,92 | Nový Zéland Stephanie Fosterová | 3:44,61 |
| Dvojskif W2x                      | Sovětský svaz Jelena Bratišková Antonina Machinová | 3:19,47 | Východní Německo Kerstin Kirstová Martina Schröterová | 3:23,05 | Kanada Janice Masonová Lisa Royová | 3:26,49 |
| Párová čtyřka s kormidelnicí W4x+ | Sovětský svaz Larisa Popovová Jelena Chlopcevová Olga Kaspinová Taťána Baškatovová Maria Zemskovová-Korotkovová (k)                                                               | 3:32,41 | Východní Německo Jutta Hampeová-Behrendtová Heidi Westphalová Cornelia Linseová Jutta Schenková-Plochová Elke Rostová (k)                                                             | 3:12,48 | Rumunská socialistická republika Maria Micșaová Maricica Țăranová Elisabeta Lipăová Sofia Corbanová Ecaterina Oanciaová (k)                                                                             | 3:16,63 |
| Dvojka bez kormidelnice W2-       | Východní Německo Silvia Fröhlichová-Arndtová Marita Sandigová-Gaschová | 3:32,41 | Polsko Małgorzata Dłużewská Czesława Kościańská | 3:34,58 | Kanada Elizabeth Craigová Patricia Smithová | 3:35,93 |
| Čtyřka s kormidelnicí W4+         | Sovětský svaz Světlana Semjonovová Valentina Semjonovová Galina Stěpanovová Larisa Savarsinová Nina Čeremisinová (k)                                                              | 3:17,16 | USA Kathryn Elliott Keelerová Carol Bowerová Harriet Metcalfová Barbara Kirchová Valerie McClainová-Wardová (k)                                                                       | 3:19,55 | Rumunská socialistická republika Rodica Arbaová Mihaela Armășescuová Aurora Darková Elena Horvatová Cristina Dinuová (k)                                                                                | 3:19,71 |
| Osma W8+                          | Sovětský svaz Jelena Makuškinová Ludmila Konoplevová Nina Umanecová Jelena Těrjošinová Natalia Jacenková Marina Studněvová Raisa Doligaidaová Sarmīte Stoneová Nina Frolovová (k) | 2:57,97 | USA Elizabeth Milesová Shyril O’Steenová Kristine Noreliusová Janet Harvilleová Jennifer Marshallová Joline Esparzaová Jane McDougallová Kristen Thorsnessová Nanette Bernadouová (k) | 3:01,50 | Východní Německo Angelika Noacková Ute Steindorfová Sabine Portiusová Carola Hornigová-Mieselerová Steffi Götzeltová Sigrid Andersová Iris Rudolphová Karin Metzeová-Ullbrichtová Kirsten Wenzelová (k) | 3:02,89 |